# Padanie
Ne doit pas être confondu avec Italie continentale ou Italie du Nord.

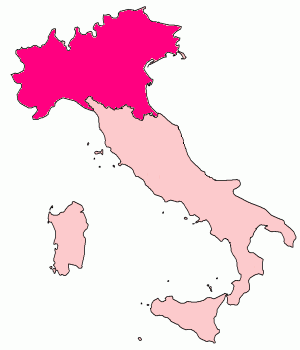
Représentation de la définition de la Padanie par la Lega Nord.

Padanie (en italien : Padania) est une dénomination géographique alternative utilisée pour décrire la Val Padana, ou toute la partie continentale et septentrionale de l’Italie, recouvrant globalement la plaine du Pô. 
L’utilisation de ce concept géographique, qui ne repose sur aucune base historique, s’est développée dans les années 1990, lorsque le mouvement politique populiste tout d’abord séparatiste, puis fédéraliste de la Ligue du Nord a voulu définir une entité politico-administrative correspondant au Nord de l’Italie. Le terme Padania, devenu depuis lors d’usage commun dans les milieux autonomistes de l'Italie septentrionale, est empreint d’une forte connotation politique.

## Position géographique
Dans l'usage actuel, « Padanie » (en italien : Padania) est le nom générique donné, par un parti autonomiste, aux régions de l'Italie situées au nord du Latium et des Abruzzes. L'usage antérieur voyait le mot comme synonyme de « Vallée du Pô » ou de « Plaine des Lombards ». La grande majorité des Italiens préfère, par contre, utiliser, pour désigner le nord de leur pays, les mots Nord Italia, Italia settentrionale, Italia del nord ou Alta Italia, qui sont dépourvus d'implications politiques. Le terme Vallée du Pô est utilisé seulement pour indiquer la plaine du fleuve Pô puisqu'il ne comprend pas les vallées de l'Adige, Brenta, Piave, Natisone et Isonzo, ni les régions de Ligurie, Toscane, Ombrie et Marches.

## Utilisation comme concept politique

Le logo de la Ligue du Nord.

Le « soleil des Alpes », le drapeau proposé par la Ligue du Nord pour la Padanie.

Le terme « Padanie » est un néologisme d'origine napoléonienne, apparu à la fin du XVIIIe siècle (avec les républiques sœurs « cispadane » et « transpadane ») et issue de la coutume française de définir les territoires par leurs cours d'eau. Relativement peu usité dans le langage courant jusqu'au XXe siècle, le terme a finalement été récupéré par le parti régionaliste italien de la Ligue du Nord, puis a été « politiquement inventé par le groupuscule Stella Alpina dans les années 1970, auquel la Lega emprunte également son symbole ».
Umberto Bossi, le leader du parti, exalte la Padanie comme symbole des forces vives de l'Italie du Nord, par opposition au sud considéré comme arriéré. Le terme Padanie est employé par la Ligue du Nord pour désigner l'ensemble du nord de l'Italie, en y incluant certaines régions centrales comme la Toscane. Le parti a initialement réclamé une sécession de la Padanie du reste de l'Italie : le 15 septembre 1996, la Ligue du Nord a décrété lors d'une cérémonie l'indépendance de la « République fédérale de Padanie » (Repubblica Federale della Padania), qui n'a fait l'objet d'aucune reconnaissance officielle et est demeurée à l'état symbolique, faute d'adhésion populaire manifeste. La Ligue a également créé la même année le Parlement de la Padanie (Parlamento della Padania), rebaptisé ensuite Parlement du Nord (Parlamento del Nord), destiné à fournir une représentation officielle à la Padanie indépendante. Sans reconnaissance officielle et servant principalement de moyen d'expression aux tendances politiques internes à la Ligue du nord, et plus largement à réunir les cadres du parti, ce parlement bénéficie d'une tolérance de la part des autorités nationales. 
D'après l'historien Nicolas Lebourg, avec la Padanie, « la Lega Nord est le seul mouvement ethno-nationaliste européen à se référer à un espace qui n'a jamais existé dans l'histoire ».
La Padania est aussi le nom d'un quotidien italien, organe officiel de la Ligue du Nord, distribué dans la région du Pô.
Umberto Bossi, président de la ligue du Nord, est ensuite passé à une tendance fédéraliste et à faveur de la décentralisation administrative et fiscale, en participant aux différents gouvernements de Silvio Berlusconi dans les périodes 2001-2006 et 2008-2011.

## Ethnorégionalisme
Le régionalisme tend à valoriser et à défendre les intérêts et l'identité de régions particulières ou d'un groupe de régions. L’ethnorégionalisme se définit comme un découpage territorial basé sur le concept d’ethnie. Rosière définit le concept d’ethnie comme « l’unité de base dans la description culturelle d’une population ». L’identité ethnique se base sur plusieurs facteurs qui peuvent être la langue, la religion, la tradition ,. Dans le cas de la Padanie, il n'y a ni langue padane, ni spécificité religieuse. L’identité se construit en interaction avec l’altérité. Le Padanisme promulgué par la Ligue du Nord s’inscrit dans ce processus. Les membres de ce parti politique modèlent leur identité en opposition avec celle de l’Italie du Sud. 
Deux paradigmes s’opposent : l’essentialisme et le constructivisme. Le premier considère les catégories sociales (dont l’ethnie) comme des entités fixes et stables dans le temps et dans l’espace. Le second considère les groupes ethniques comme étant un processus social construit. 

## Histoire et construction de l’identité padane
La Ligue du Nord revendique depuis 1995 l’indépendance de l’Italie septentrionale, rebaptisée Padanie, et s’emploie à réécrire l’histoire nationale. La Padanie reconnaît ses ancêtres chez les Celtes et lie les racines culturelles padanes au Moyen Âge. La Padanie n’a pas de langue padane, pas de spécificité religieuse. Le sentiment d’appartenance commune semble être faible car très peu d’habitants se définissent comme « Padans ». L’histoire est donc mobilisée par les léguistes pour montrer que la Padanie a existé par le passé. L’argument central est celui d’une nation endormie et colonisée. Il s’agit d’un argument classique dans l’histoire des nationalismes. Pourtant, le terme de Padanie est issu de la géographie et non de l’histoire. Les éléments historiques à mettre en avant sont peu nombreux. La stratégie consiste donc à déconstruire l’histoire officielle italienne. Leur histoire se base sur l’opposition à l’histoire de l’Italie, les événements comme le Risorgimento sont privilégiés et mis en avant comme une guerre expansionniste qui a écrasé les autonomies locales. Les historiens padans n’ont cependant pas de légitimité « officielle ». Ils s’opposent volontairement aux historiens professionnels ou universitaires. Les révisionnistes utilisent un langage simple et vulgaire qui se veut populaire. Cette histoire de la Padanie manie d’une part la dénonciation des historiens « de régime », d’autre part la prophétie en commémorant d’anciennes révoltes qu’ils prédisent sur le point de se reproduire et enfin la leçon en avançant que les Celtes ont été battus par les Romains en raison de leurs divisions internes et qu’il convient donc aux Padans de s’unir aujourd’hui pour ne pas reproduire les mêmes erreurs. 

## Vie quotidienne et coutumes celtiques
La Ligue du Nord possède une école padane privée. Le but est d’« enseigner une « histoire revisitée » et délaisser « l’historiographie officielle qui vise à l’exaltation de l’unité italienne et non à l’établissement de la vérité » ».
Il existe aussi une radio de la Padanie, la radio padania libera où on peut écouter de la musique celtique et recevoir des informations historiques et politiques,. Padania Tour, une agence de voyages liée à la Ligue du Nord, organise des visites du Festival interceltique de Lorient, qui a lieu tous les mois d’août.
Pendant deux ans, de 2011 à 2012, un Tour de Padanie est organisé. Le tour est controversé et des manifestations et attaques contre les cyclistes ont eu lieu.

## Langues
La langue dominante de la Padanie est aujourd'hui l'italien standard. Les autres parlers les plus répandus, tous en voie de disparition, sont les parlers gallo-italiques et le vénitien, qui font partie de l'ensemble dit Romania occidentale contrairement à l'italien standard et les dialectes parlés au sud de la ligne La Spezia-Rimini qui font partie du groupe Romania orientale ; cependant, ils ne sont pas reconnus officiellement. D'autres langues – français, francoprovençal, occitan, allemand, frioulan, ladin et slovène – sont parlées dans des territoires frontaliers et sont reconnues officiellement par l'État comme langues minoritaires.
Les diverses langues vernaculaires ou langues locales, que certains considèrent comme une seule langue, l'italien septentrional ou langue padane ou langue gallo-italique, sont génériquement indiquées par le mot « dialetto » (dialecte) par leurs locuteurs, ne sont plus d'usage commun, sauf dans des contextes fermés (familles, personnes qu'on connaît et qui parlent la même langue vernaculaire). Toutefois, la situation varie selon la région et selon l'âge des personnes. La Vénétie est la région où la langue locale continue à être employée avec plus d'assiduité. Les personnes âgées tendent à parler la langue locale plus que les jeunes et aussi à utiliser une version moins italianisée. Ces parlers sont considérés comme des langues minoritaires régionales par la Charte européenne des langues régionales ou minoritaires du Conseil de l'Europe, par le « Red Book on Endangered Languages » de l'UNESCO. Les diverses langues locales gallo-italiques (lombard, ligure, émilien-romagnol, piémontais) sont en large mesure réciproquement compréhensibles entre elles (on peut donc les considérer comme quatre dialectes d'une même langue), et, en mesure mineure, avec la langue italienne.

## Controverses
Une des plus grandes critiques faites à l’argument sécessionniste de la Padanie est qu’il s’agit d’un concept de propagande de la Ligue du Nord et que cette dernière met en danger la cohésion de l’Italie.
La Ligue du Nord souhaiterait ainsi une sécession de la Padanie parce que cette région est économiquement plus forte que le reste de l’Italie et les raisons culturelles avancées seraient un prétexte pour gagner des votes et obtenir une légitimation auprès de la population.
L’interprétation et l’utilisation de l’histoire des Celtes pour prouver l’identité commune de toute la Padanie sont aussi controversées. De nombreux experts universitaires critiquent cette utilisation.